# پنیرک
پَنیرَک (به انگلیسی: Malva) از گیاهان خزنده و پایا با بلندای ۱۰ تا ۱۵ سانتیمتر (در برخی شهرهای ایران مانند شوش ۵۰ سانتی‌متر) و ساقه‌های ستبر، شاخه‌شاخه و کرک‌دار و منشعب و رنگ گل‌ها آبی و صورتی و میوه مسطح است.
این سرده در ایران ۱۰ گونه گیاه علفی یک‌ساله یا چندساله دارد. این گیاه در اغلب نقاط ایران به ویژه در مناطق ایلام، کرمانشاه، لرستان، خوزستان، کهگیلویه و بویر احمد، شمال بوشهر (دشتستان) و… به‌طور گسترده در فصل زمستان و بهار می‌روید.
مصرف غذایی: در شهرستان دشتستان استان بوشهر، شهرهای استان خوزستان، ایلام، لرستان و از جمله شوش، رامشیر اندیمشک، شوشتر و دزفول از آب‌پز این گیاه با نام ئو توله(o toolah) یا تولی و تولیه (toolee/tooleia)به همراه سیر و گاه نارنج در فصل زمستان و بهار استفاده می‌کنند. نوع دیگر طبخ این گیاه سرخ شده در روغن است که با نام حمیص توله(hamis toolah) استفاده می‌شود این دو نوع غذا در استان خوزستان طرفداران زیادی دارند.

## نام‌ها
در متون قدیمی فارسی به پنیرک، تریندینگ، خورپرست، آفتاب‌پرست و آفتاب‌گردک هم می‌گفتند. در ترکی به پنیرک امه‌ کومجی و درعربی به آن خُبازی و خُبازا و در زبان هندی خباجی می‌گویند. در طب سنتی نام ملوخیا و ملوکیه هم به‌کار رفته که از یونانی μαλάχη (ملاخه) گرفته شده است. در متون قدیمی، خلمیط، بقلةالیهودیه، و خبازی بستانی هم نوشته‌اند. پنیرک را در کرمان و شیراز خطمی پنیرک با خطمی فرق دارد و نان کلاغ و خرو و در گیلان پین‌دیره می‌گویند. در مناطق جنوبی‌تر ایران به ویژه در کهگیلویه، خوزستان و فارس به آن تولِه می‌گویند. در کردی و لری به آن تولیه یا تولی می‌گویند. توله با پنیرک فرق دارد
در منطقه آذربایجان با نام «اَمَن کُومَن جی» شناخته می‌شود.

## گیاه‌شناسی پنیرک[۳]

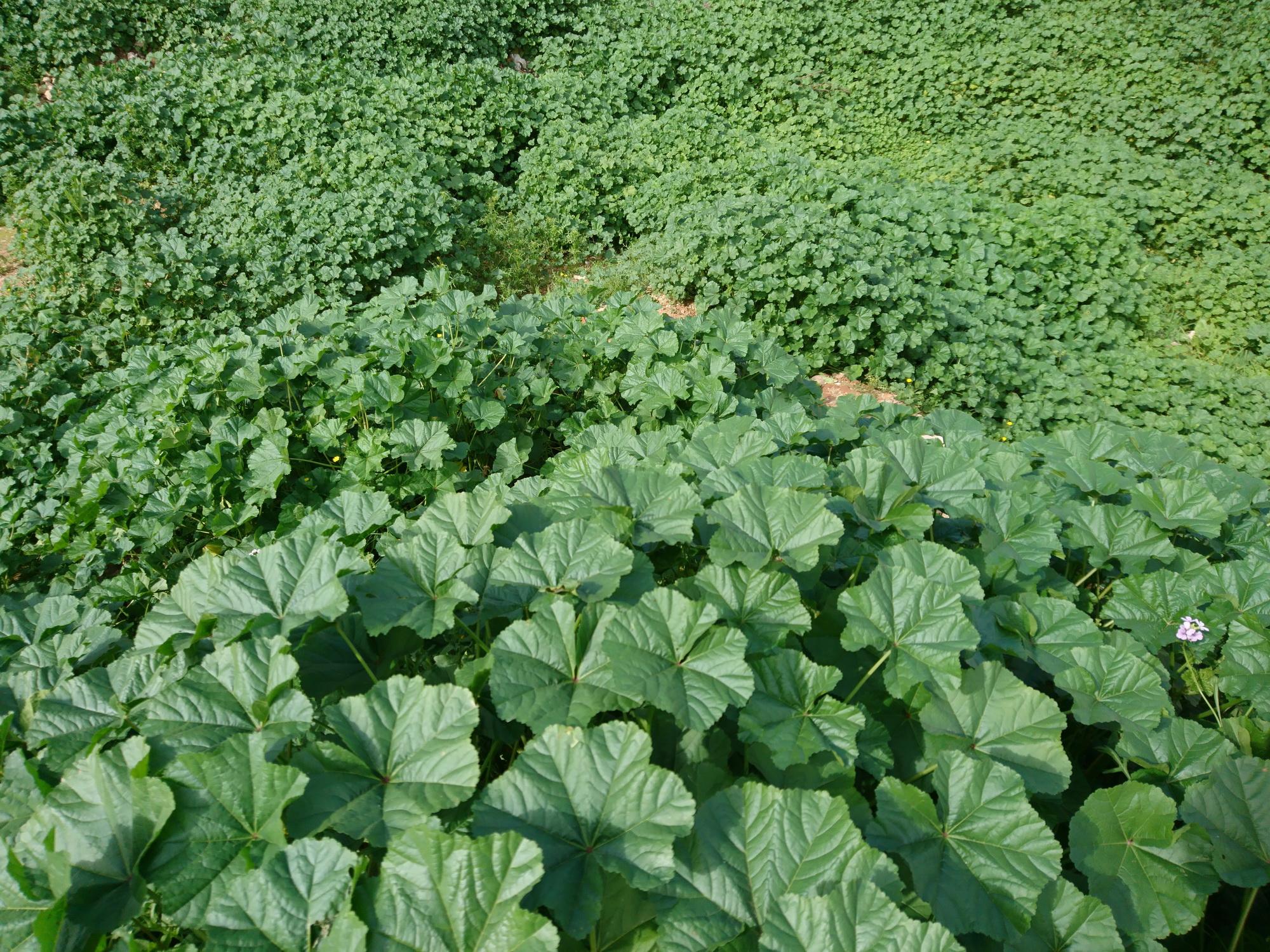
دشت گیاه پنیرک در بهبهان

پنیرک با نام علمی Malva Sylvestris در عربی خبازی نامیده می‌شود. گیاهی است علفی، به ارتفاع تا ۶۰ سانتی‌متر و پایا. به صورت خودرو، در بسیاری از نقاط می‌روید و برای استفاده نیز کشت می‌گردد. البته در صورت برخورداری از شرایط مناسب مانند نور و آب و خاک غنی، ارتفاع آن به یک متر نیز می‌رسد.
قسمت مورد استفادهٔ پنیرک برگ و گل می‌باشند. البته در اکثر نواحی، گل پنیرک مورد استفاده قرا می‌گردد. این گیاه در ایران در مناطق خشک و نیمه خشک و کم رطوبت به وفور یافت می‌شود و گونهٔ نزدیک به آن به نیز با نام M. Neglecta مورد استفاده قرار می‌گیرد که به بلندی گونهٔ اول نیست و به حالت تقریباً خوابیده است برگهای ریزتری دارد و حداکثر تا ۴۰ سانتی‌متر مرتفع می‌شود. برگ‌ها دارای حالت دایره‌ای و دندانه دار و گل‌ها، بنفش رنگ و کوچک هستند.
قسمت مورد استفادهٔ پنیرک در ایران، گل‌های بنفش رنگ خشک شدهٔ آن می‌باشد. محل رویش گیاه در ایران نواحی البرز، اطراف تهران، شمال ایران، آذربایجان، آستارا، اصفهان، نواحی مرکزی ایران، خراسان، سمنان، بهبهان، جنوب ایران، کرمان، بلوچستان و سایر نقاط می‌باشند.

## خواص پنیرک در طب سنتی[۳]
از نظر طب سنتی گیاه پنیرک را معتدل می‌دانند، اخلاط غلیظ را رقیق و اخلاط خیلی رقیق را معتدل می‌کند. ساییدگی برگ آن برای شکستگی اعضاء مفید است، ترکیب آن با روغن زیتون برای سوختگی و عقرب گزیدگی مفید است، دم کردهٔ ساقه و برگ آن با شکر، گرفتگی صدا را برطرف می‌سازد.
در درمان التهاب‌های تنفسی و جوش‌های پوستی کاربرد دارد، دارای ویتامین A و B و C است و در درمان بیماری‌های کلیه و مثانه بسیار مؤثر است، ضد سرفه و مرهم سینه است.
برگ و ریشه پنیرک اگر به شکل ضماد درآید و روی دمل یا کورک قرار گیرد باعث می‌شود تا بسیار سریع سر باز کنند.
جوشاندهٔ آن برای عفونت‌های مثانه، اسهال خونی و سرفه‌های شدید مؤثر و مفید است، دم کردهٔ آن برای کسانی که دچار یبوست و دارای معده و روده‌های تنبلی هستند، توصیه می‌شود.
در درمان برونشیت و استفراغ نیز استفاده می‌شود، به صورت غرغره در رفع تحریکات مخاط دهان و درد گلو اثر مفیدی دارد و همچنین برای رفع سوزش مجرای ادرار مفید است.
برای رفع جوش‌های صورت نیز می‌توان از پنیرک استفاده کرد ضمن این که درد و ناراحتی‌های محل جوش را تسکین می‌دهد و به صورت کمپرس یا لوسیون در درمان سوختگی‌ها مؤثر است.
در هندوستان از گیاه پنیرک به عنوان داروی لعابدار نرم‌کننده و خنک‌کننده استفاده می‌شود، ۳۰۰ گرم برگ خشک پنیرک را در یک لیتر آب می‌جوشانند و به عنوان مسکن می‌خورند.
استعمال جوشانده آن به صورت کمپرس گرم و حمام، در رفع ناراحتی‌های بواسیر، بعضی تومورها، ورم پلک چشم و غیره بین مردم معمول است.
از جوشاندن گل و برگ آن در نیم لیتر آب، محلولی به دست می‌آید که اثر نرم‌کننده در پوست بدن دارد و به صورت لوسیون مالیدن بر روی پوست، آرامش و نرمی خاصی به افرادی که دارای پوست حساس و لطیف هستند می‌بخشد.
برای تسکین ناراحتی‌های ناشی از تابش گرمای خورشید و آفتاب زدگی، جوشانده ۵۰۰ گرم گل یا ریشه گیاه را در یک لیتر آب تهیه کرده و پس از صاف کردن به ملایمت در محل سوختگی می‌مالند.
برای رفع سردردهای یک طرفه شدید، دل پیچه، ورم لوزه‌ها، درد گلو و آنژین اثر مفید دارد.

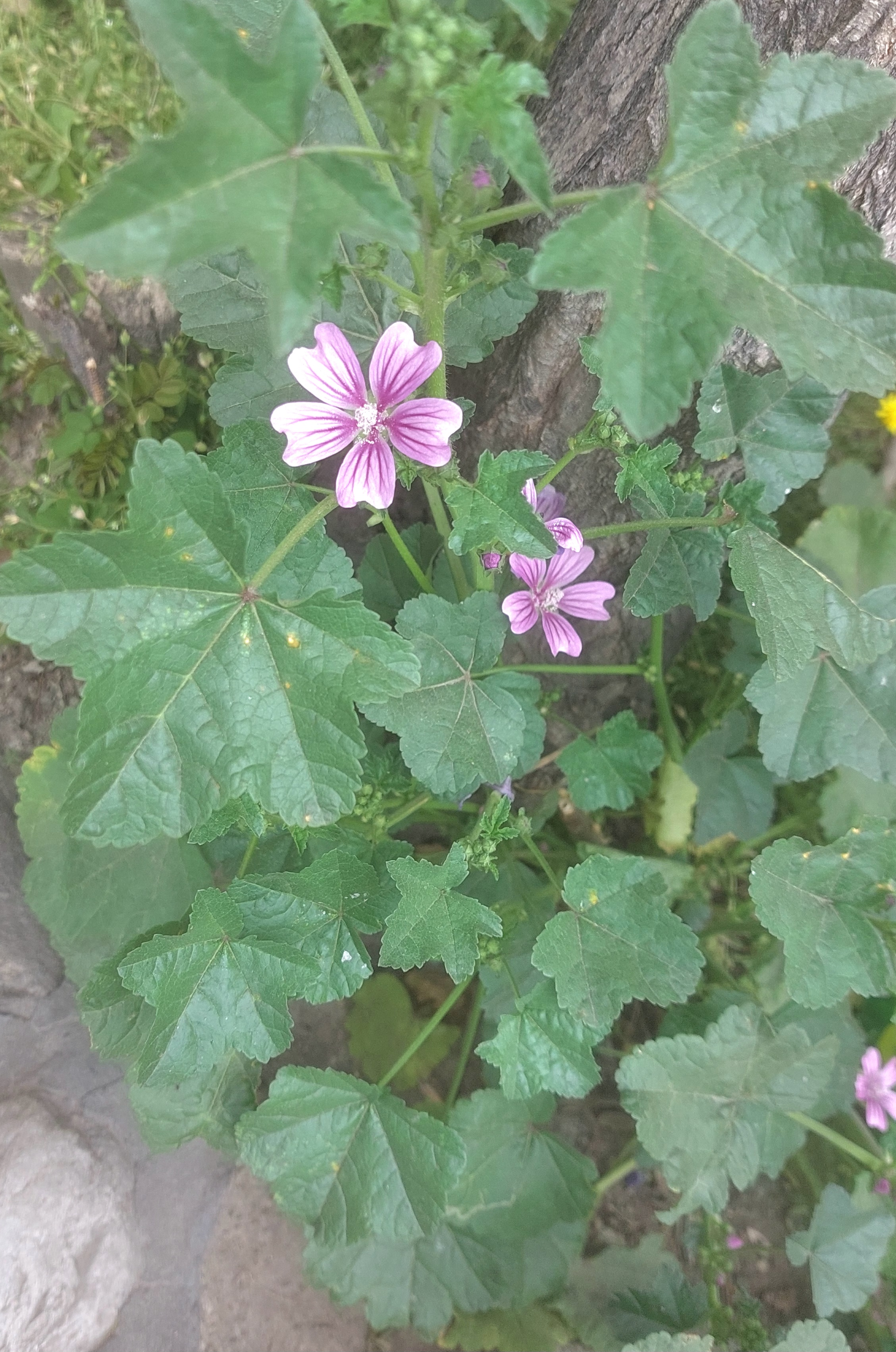
گیاه پنیرک

### گل پنیرک

#### ترکیبات مهم

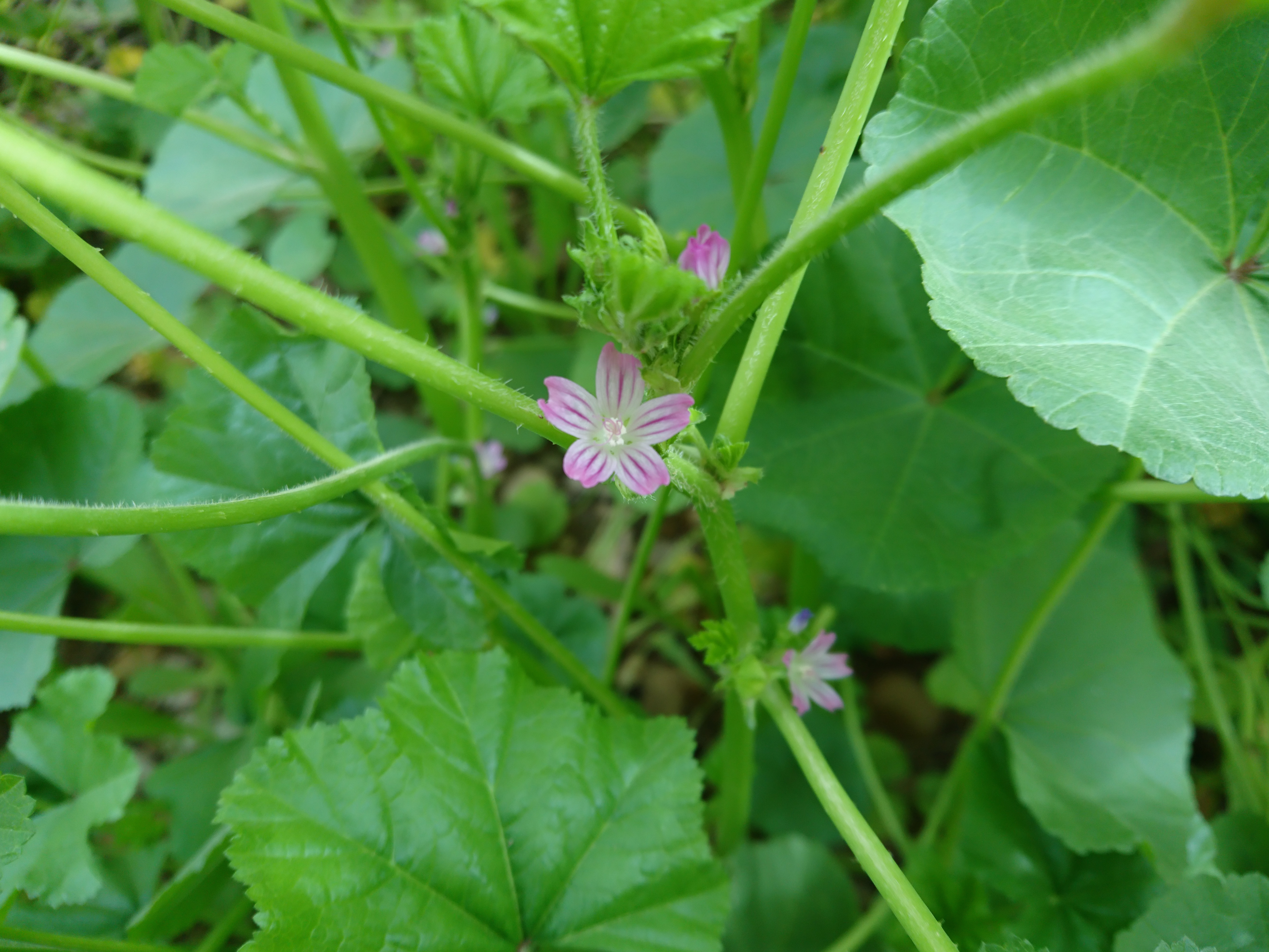
گل گیاه پنیرک، بهبهان

گل‌های پنیرک بیش از ۱۰ درصد موسیلاژ دارند. این موسیلاژ در اثر هیدرولیز، تبدیل به گالاکتوز، آرابینوز، گلوکز، رامنوز و اسید گالاکتورونیک می‌شود. هم چنین گل‌های پنیرک حاوی مقدار کمی تانن و حدود یک دهم درصد لوکوآنتوسیانین‌ها و ۷ درصد آنتوسیانین‌ها می‌باشد (نسبت به وزن خشک گل).

#### اثرات مهم
دم کردهٔ گل‌ها به خاطر داشتن موسیلاژ، یکی از داروهای خوب ضد سرفه است. هم چنین به عنوان ضد نزله(زکام) و تورم دهان و گلو مصرف می‌شود. از سویی چون دارای خاصیت قابض ضعیف است، تا حدی به عنوان ضداسهال عمل می‌کند.
در طب عوام از خوراکی آن، به منظور مشکلات مثانه و به صورت ضماد موضعی در التیام زخم‌ها استفاده می‌شود. از رنگ آن(آنتوسیانین‌های آن)، برای مواد غذایی استفاده می‌شود.
مهم‌ترین اثرات گزارش شده عبارتند از: ضد درد، ضد التهاب، ضدعفونی‌کننده، قابض، ملین، ادرار آور، خلط‌آور و مقوی رحم.

#### طریقه و مقدار مصرف
تهیه چای: بر روی ۲ گرم از گل‌ها، یک لیوان آب سرد ریخته و حداکثر ۵ دقیقه می‌جوشانیم. هم چنین می‌توان بر روی همین مقدار گل، یک لیوان آب در حال جوشیدن ریخته و پس از ۱۵ دقیقه، صاف نموده و میل کنیم.

#### نکات قابل توجه
- اثرات گل پنیرک، عمدتاً مربوط به موسیلاژ و آنتوسیانین آن است که یکی از مهم‌ترین داروهای ضد سرفه و مفید برای رفع گرفتگی صدا است.
- بهتر است پس از صاف کردن دم کرده، گل را کمی فشار داد تا تمام موسیلاژ استخراج شده و تفاله را دور بریزیم.
- هنگام تهیهٔ فراورده، نباید بیش از ۵ دقیقه آن را بجوشانیم، چون باعث هیدرولیز موسیلاژ و کم اثر شدن محصول می‌شود.
- در منابع جدید مصرف گیاه را برای درمان کم خونی، مفید گزارش نموده‌اند.

### برگ پنیرک

#### ترکیبات مهم
برگ حاوی حدود ۸ درصد موسیلاژ می‌باشد که پس از هیدرولیز، تولید قندهای آرابینوز، گلوکز، رامنوز، گالاکتوز و اسید گالاکتورونیک اسید می‌کند. هم چنین حاوی مقدار تانن و فلاونوئید است.

#### طریقه و مقدار مصرف
بر روی ۵ گرم برگ، یک لیوان آب سرد ریخته مدت حدود ۵ دقیقه می‌جوشانیم یا بر روی همین مقدار برگ، یک لیوان آب در حال جوشیدن می‌ریزیم و بهتر است در آن را بپوشانیم؛ آن گاه پس از ۱۵ دقیقه صاف می‌کنیم. البته بهتر است محلول‌های سرد آن را، قبل از مصرف، کمی گرم کنیم. در صورتی که با هر بار مصرف، یک قاشق عسل به آن بیفزاییم، اثر آن قوی تر می‌شود. این میزان مصرف را می‌توان روزی سه تا چهار بار تکرار کرد.

#### اثرات مهم
اثرات مهم برگ پنیرک مشابه با گل‌های آن است؛ به ویژه جهت درمان تورم قسمت‌های بالای راه‌های تنفسی و گلو، تورم‌های روده‌ای – معدی، مناسب است.

#### داروهای گیاهی
برگ پنیرک به عنوان یکی از گیاهان مؤثر در عوارض سرماخوردگی به ویژه سرفه، در تعداد زیادی از فرمولاسیون‌های سرماخوردگی، مخلوط با گیاهان دیگر وجود دارد.

## نکات قابل توجه
گیاه پنیرک موجود در ایران(Malva neglecta)، از نظر خواص دارویی مشابه با پنیرک موجود در نقاط دیگر دنیا است. این دو گونه گیاه از یک جنسی هستند که شرح آن داده شده است.
خواص گل و برگ پنیرک، نزدیک به هم است؛ ولی اثرات گل به دلیل داشتن آنتوسیانین و لکوآنتوسیانین‌ها، کامل ترمی باشد.
برای استفاده از خواص کامل پنیرک، می‌توان مخلوطی از گل و برگ آن را مورد استفاده قرار داد.
چون اثرات پنیرک با گل خطمی هم جهت است، می‌توان از مخلوط گل پنیرک و گل خطمی جهت تهیهٔ موسیلاژ مربوط، به ویژه در سرماخوردگی، تسکین سرفه به عنوان خلط‌آور و رفع گرفتگی صدا استفاده کرد.
برای جمع‌آوری گل‌ها، بهتر است در زمان بازشدن گل‌ها که اکثراً در تابستان است، این کار صورت گیرد، جمع‌آوری برگ‌ها در فصل بهار باید صورت گیرد.
در بازار ایران، فقط گل پنیرک به صورت خشک شده (بنفش رنگ) وجود دارد که می‌توان طبق روش ذکر شده، از آن استفاده کرد.

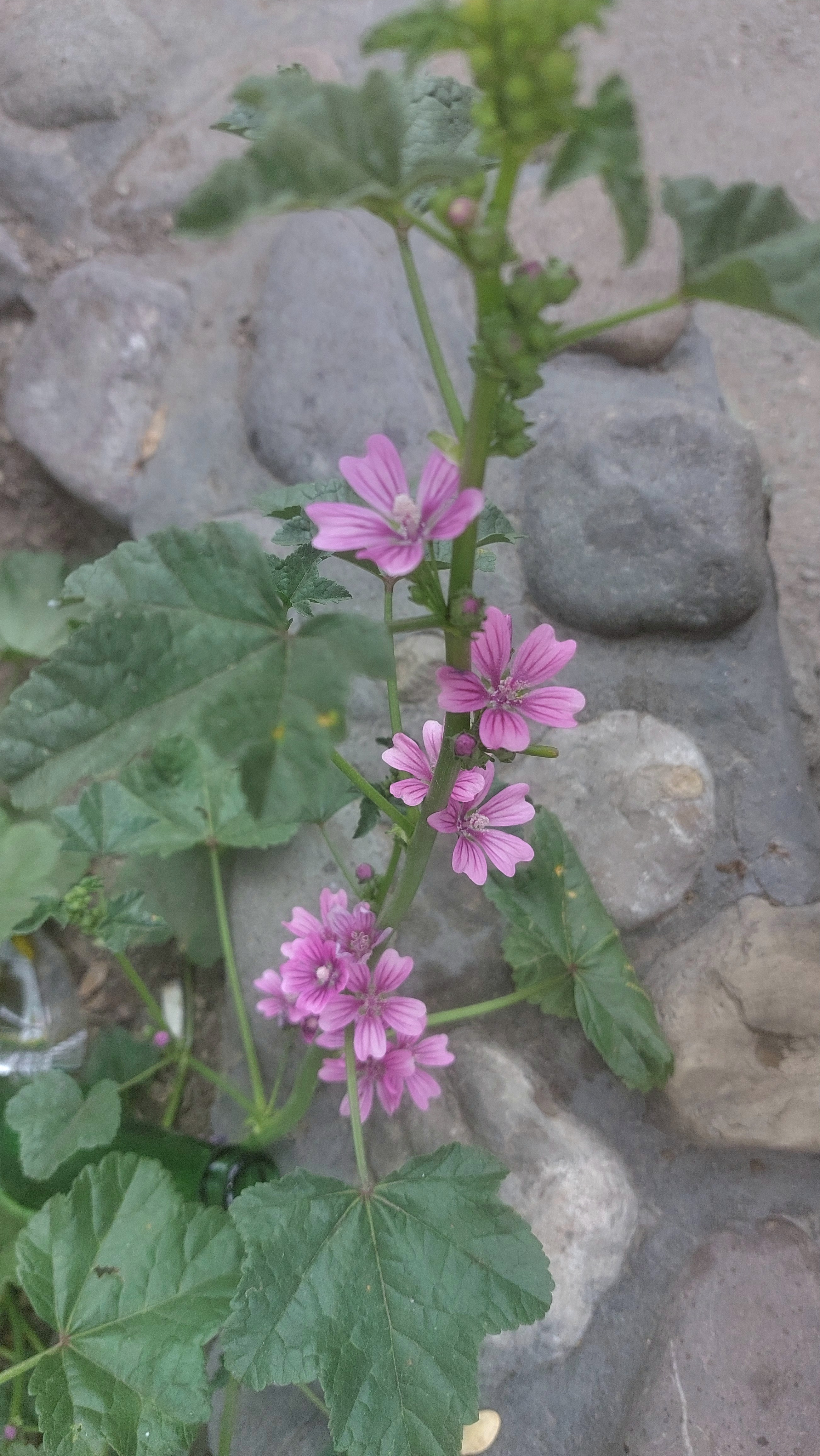
گل پنیرک

## مضرات
مصرف زیاد آن سست‌کننده معده‌های ضعیف است. برای مزاج‌های سرد و تر مناسب نیست.
مصرف پنیرک ممکن است با داروهای گوارشی و مشکلات تنفسی تداخل داشته باشد.